# Ossirarus kierani
L'ossiraro (Ossirarus kierani) è un tetrapode estinto, i cui resti sono stati ritrovati in Scozia, in terreni del Carbonifero inferiore (Tournaisiano, circa 350 - 355 milioni di anni fa). 

## Descrizione
Questo animale è noto solo per uno scheletro frammentario comprendente anche il cranio; quest'ultimo doveva essere lungo circa 5 centimetri, sulla base di comparazioni effettuate con animali simili ma meglio conosciuti quali Acanthostega, Ichthyostega e Greererpeton. Ossirarus doveva assomigliare vagamente a una salamandra, ed era caratterizzato dalla presenza di corna tabulari allungate e grosse, con un margine laterale convesso. Tra le caratteristiche derivate di questo animale si ricordano il contatto tabulare-parietale e l'exoccipitale separato dal basioccipitale (il più antico caso noto nei tetrapodi). Ossirarus possedeva anche caratteristiche arcaiche, come lo jugale con un componente posteriore esteso, un'interclavicola a forma di losanga, l'omero con un processo pettorale allungato e obliqui (simile alla cresta ventrale dell'omero di Panderichthys e di Acanthostega), vertebre multipartite con centri diplospondili e archi neurali non fusi. In generale, le ossa appaiono robuste.

## Classificazione
Ossirarus kierani venne descritto per la prima volta nel 2016, sulla base di resti fossili ritrovati nella formazione Ballagan, in Scozia, in una zona nota come Burnmouth Ross. Ossirarus potrebbe essere stato un tetrapode arcaico affine ad alcune forme del Devoniano (come Ichthyostega o Ventastega) oppure un tetrapode più derivato, forse affine agli embolomeri, all'interno del grande gruppo dei rettiliomorfi.